# あやしの保健室
『あやしの保健室』は、染谷果子による日本の児童文学作品。
2016年9月22日に第1巻『あなたの心、くださいまし』という副題で小峰書店から出版された。挿絵はHIZGIが担当。
異界から人間界の小学校に保健室の養護教諭として赴任してきた女性教諭が、学校生活において生徒が抱えている様々な悩みや問題を「特製アイテム」を使用し、解決していく物語。
登場人物の生徒の心情、悩み、思春期など、子供の心理行動が緻密に表現されており、また、直接的には述べられていないが、子供の読者に対して「道具に頼り過ぎてはいけない」、「ありのままの自分を大事にする」ことを暗に教訓するような物語の構成になっている。

## あらすじ

### 『あなたの心、くださいまし』
異界の住人・奇野妖乃は、子どもたちの「やわらかな心」を入手することを目的に人間界の小学校に「ホケンシツのヌシ（保健室の主）」である「ヨウゴキョウユ（養護教諭）」として赴任することになった。異界の住人たちからは、人間界に行く餞別として、「目に見えないものに形を与える」ありとあらゆる霊力の高い「特別なアイテム」の材料を与えられる。そしてそれらの荷物をまとめて人間界の小学校に養護教ここであたしが来た諭として赴任し、まもなく最初の依頼者が自身のいる保健室に相談に訪れる。
その依頼者は六年一組の生徒・西田花菜であった。HAHAHA☆彼女は左の手の平にフジツボのような跡があり、それを妖乃は人を妬むと体内に生じる物質「ネタミン」が溜まって浮き彫りになった「ネタミノフジツボ」であると診断する。花菜はそれに心当たりがあり、親友で幼馴染の青山華がダンスが得意で花菜自身も一緒にするほど仲が良かったが、華の才能と、彼女を慕うダンスクラブのメンバーからの人望に羨ましく思い、花菜本人も気づかないうちに華を妬むようになり、その度に左手の拳を握り爪を立てることを繰り返していき、それが「ネタミノフジツボ」になった原因であると考察していた。
このままでは全身に「ネタミノフジツボ」が張り付いて「ネタミノカタマリ」なってしまうと宣告される花菜は、妖乃に「妬む気持ちを、その分ダンスの練習に発散すればいい」とアドバイスされたうえで、処方として1人1回きりの条件付きの薬である、純白の美しさとプライドを持つ白バラの蕾から
精製した「抗ネタミンシロップ」を飲まされるが、同時にまた妬むとリバウンドを起こしてしまうと忠告され、保健室を後にする。
その不安は案の定、現実となり、また華を妬んでしまった花菜は保健室に回帰して、妖乃に「抗ネタミンシロップ」を再び求めるも、「1度きり」という約束で拒否されてしまう。職員室に用があると保健室を後にした妖乃に見切りをつけて「抗ネタミンシロップ」を勝手に再服用してしまう。その結果、「ネタミノカタマリ」の渦に飲み込まれそうになるも、自ら振り切って、妖乃に救出される。その上で「白バラはプライドが高いゆえに、清めを無駄にされるのを嫌う。2度目の清めは徹底的で、そうなるとなぜか心が穢れのために逃げ道を作る」として「人の心」を説かれる。そして、「ネタミノカタマリ」を完全に放出した花菜の「ネタミゴコロ」から生まれたニワトリ・コッコチャンが誕生し、「空を飛ぼうとしても無駄な努力」を見た花菜は、妖乃に諭されて「ダンスが上手くなりたい」という願望の火種と共にコッコチャンを託し、妖乃から「ネタミノフジツボ」の穴の後をふさぐために「ナイナイバンソウコウ」を貼られて保健室を後にした。翌日、いつものようにダンスの練習に来るも、花菜は華に「もうダンスはやらない」ということを示唆し、「ダンスが上手くなりたい」という努力も、華に対する妬みも、もう何もないことを語るところで一幕降りる。

## 登場人物
奇野妖乃（あやしの あやの）
本作品の主人公。子どもたちの「やわらかな心」を欲し求めて異界から人間界の小学校に養護教諭として赴任してきた、「ホケンシツのヌシ（保健室の主）」。生徒が抱える悩みや問題を、自身が精製した「特製アイテム」で、解決していく。
挿絵では魔女をイメージした容姿が特徴。生徒の1人・西田花菜によると、「化粧っ気のない日焼けした肌、迫力のある大きい目、一部の人間は縄文顔と表現され、海藻のように波打ち、背中にまで広がっている長い黒髪」という容貌で、声は「低くかすれ、耳に心地よいハスキーボイス」。さらに、全校生徒の顔と名前を覚えられるなど記憶力に優れている。
語尾は「ですわ」「ますわ」調で話す。
西田花菜（にしだ かな）
六年一組の女生徒で、妖乃の最初の依頼者。
青山華にダンスの上手さに追いつけないことを妬んだことが原因で、「ネタミノフジツボ」ができてしまうが、妖乃の処方と指導により振り切ることができ、ダンスをやめることを示唆した。

## 書籍
- 染谷果子・HIZGI『あやしの保健室』〈小峰書店〉
  1. 『あなたの心、くださいまし』2016年9月22日 第1刷発行 ISBN 978-4-338-30501-3[6]